# Venancio Muro
Venancio Fernández Muro, conocido artísticamente como Venancio Muro (Madrid, 28 de julio de 1928 - Madrid, 2 de abril de 1976) fue un actor español.

## Biografía
Tras formarse artísticamente en el Teatro Español Universitario y trabajar durante la década de los 50 en espectáculos de revista, debuta en el cine en 1959.
Condicionado por su físico menudo y poco agraciado, los papeles que ha interpretado responden en muchas ocasiones a un mismo patrón: personajes de reparto incultos y un tanto folclóricos pero entrañables en todo tipo de comedias.
Repetiría el estereotipo en numerosos espacios de televisión - medio en el que debutó con el espacio musical La Goleta - a lo largo de los 60 y 70, como Estudio 1, El último café (1971) o Pili, secretaria ideal (1975).
Obtuvo el Premio del Sindicato Nacional del Espectáculo por El marino de los puños de oro (1968).
En su malograda carrera, pues falleció muy joven, conoció a los mejores actores de cine, tales como Frank Braña, Tony Leblanc, Antonio Garisa y Manolo Gómez Bur. Su hijo, David Venancio Muro, también se ha dedicado a la interpretación.
Venancio Muro falleció en la Residencia Sanitaria de la Paz el día 2 de abril del año 1976, en plena juventud, a los 47 años. Sus restos mortales descansan en el cementerio municipal de Carabanchel, Madrid.

## Filmografía (selección)
- Los tramposos (1959).
- Los económicamente débiles (1960).
- Ahí va otro recluta (1960).
- Los pedigüeños (1961).
- Trampa para Catalina (1961).
- Sabían demasiado (1962).
- Torrejón City (1962)
- Gritos en la noche (1962).
- Martes y trece (1962).
- El turista (1963).
- Una tal Dulcinea (1963).
- Una chica casi formal (1963).
- Tengo 17 años (1963).
- Chantaje a un torero (1963).
- Crucero de verano (1963).
- La ciudad no es para mí (1965).
- Adiós, cordera (1965).
- La busca (1966).
- Vestida de novia (1966).
- Sor Citroen (1967).
- Amor en el aire (1967).
- Crónica de nueve meses (1967).
- Los subdesarrollados (1968).
- El marino de los puños de oro (1968).
- Las leandras (1969).
- Carola de día, Carola de noche (1969).
- Las secretarias (1969).
- Soltera y madre en la vida (1969).
- El relicario (1970).
- El sobre verde (1971).
- Las Ibéricas F.C. (1971).
- Me debes un muerto (1971).
- Ligue Story (1972).
- El padre de la criatura (1972).
- Simón, contamos contigo (1972).
- Celos, amor y Mercado Común (1973).
- Virilidad a la española (1975).
- A la Legión le gustan las mujeres (...y a las mujeres les gusta la Legión) (1976).

## Trayectoria en TV
- Estudio 1 
  - El cianuro ¿solo o con leche? (14 de mayo de 1968)
  - El santo de la Isidra (14 de mayo de 1971)